# چماق

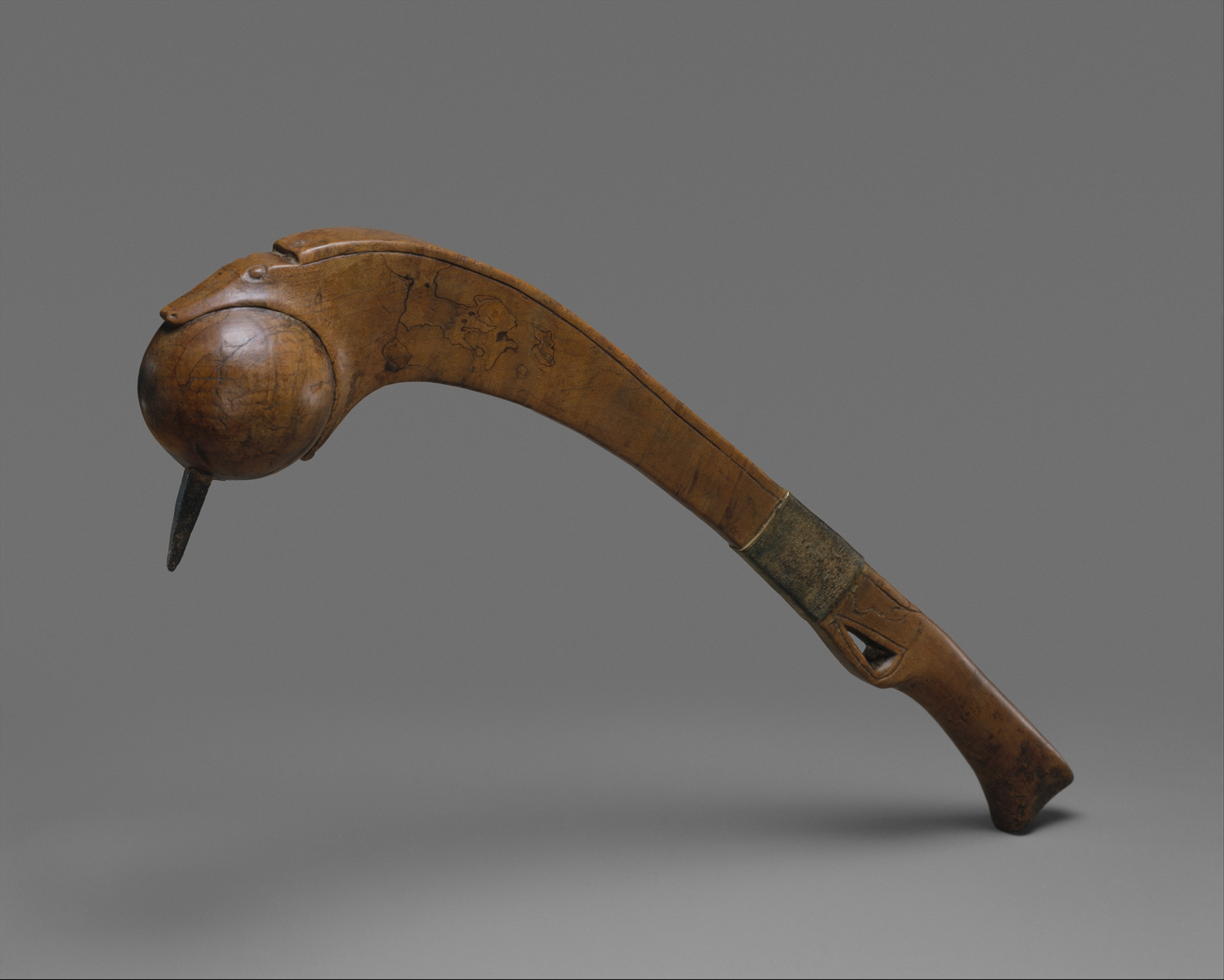
چماق سر میخ‌دار، سلاح مورد استفادهٔ اهالی شمال آمریکا در قرن ۱۸

چماق یک سلاح سرد به شکل چوب صافی است که یک سر آن دارای برآمدگی باشد.چماق (همچنین به عنوان باتوم، چوب شب، یا سلاح ضربه ای نیز شناخته می شود) عصا یا چوب کوتاهی است که معمولاً از چوب ساخته می‌شود و از دوران ماقبل تاریخ به عنوان سلاح استفاده می‌شود. نمونه‌های متعددی از ضربه‌های شدید ناشی از چماق‌ها در گذشته وجود دارد، از جمله در محل Nataruk در تورکانا، کنیا، که به عنوان صحنه درگیری ماقبل تاریخ بین گروه‌های شکارچی-گردآورنده در 10000 سال پیش توصیف شده است. بیشتر چماق‌ها به اندازه‌ای کوچک هستند که بتوان آن‌ها را با یک دست تاب داد، اگرچه برای مؤثر بودن، ممکن است برای چماق‌های بزرگ‌تر نیاز به استفاده از دو دست باشد. از باشگاه‌های تخصصی مختلف در هنرهای رزمی و سایر رشته‌ها از جمله باتوم نیروی انتظامی استفاده می شود. گرز نظامی یکی از نوادگان پیچیده‌تر چماق است که معمولاً از فلز ساخته می‌شود و دارای سر میخ‌دار، دستگیره‌دار یا فلنجی است که به یک محور متصل است. نمونه‌هایی از تصویرهای فرهنگی باشگاه‌ها را می‌توان در اساطیر یافت، جایی که آن‌ها با شخصیت‌های قوی مانند هرکول یا آنی ژاپنی مرتبط هستند، یا در فرهنگ عامه که با فرهنگ‌های بدوی، به‌ویژه غارنشینان مرتبط هستند. گرزهای تشریفاتی نیز ممکن است به عنوان نماد اقتدار دولتی نمایش داده شوند. زخم‌هایی که توسط چماق ایجاد می‌شود به طور کلی به عنوان ترومای ضربه‌ای یا آسیب‌های ترومایی با نیروی بلانت شناخته می‌شوند.

## اجراي قانون
نیروهای پلیس و پیشینیان آن‌ها به طور سنتی استفاده از سلاح‌های کم کشنده را نسبت به اسلحه یا تیغه، در صورت امکان، ترجیح می‌دهند. تا زمان‌های اخیر، زمانی که جایگزین‌هایی مانند تیزر و اسپری فلفل دلمه‌ای در دسترس قرار گرفت، این دسته از سلاح‌های پلیسی عموماً توسط نوعی چماق چوبی به نام‌های چوبی، باتوم، چوب شب یا لثه پر می‌شد. چماق‌های کوتاه و منعطف نیز اغلب مورد استفاده قرار می‌گیرند، به ویژه توسط افسران لباس شخصی که باید از اطلاع خود اجتناب کنند. این‌ها در عامیانه به عنوان بلک جک، شیره یا کوش شناخته می‌شوند. برعکس، مجرمان شناخته شده‌اند که خود را به مجموعه‌ای از چماق‌های دست‌ساز یا بداهه مسلح می‌کنند، که عموماً اندازه‌های آن‌ها به راحتی قابل پنهان است، یا می‌توان آن‌ها را به عنوان حمل‌شده برای اهداف قانونی (مانند چوب‌های بیسبال) توضیح داد. علاوه بر این، راهبان شائولین و اعضای دیگر فرقه‌های مذهبی در سرتاسر جهان هر از چند گاهی از نوک به عنوان سلاح دفاعی استفاده می‌کنند.

## انواع
اگرچه شاید ساده‌ترین اسلحه‌ها باشد، اما چماق‌ها انواع مختلفی دارند، از جمله: آکلیس – چوبی با یک بند چرمی یکپارچه که پس از ضربه زدن به حریف آن را به دست باز می‌گرداند. مورد استفاده لژیون‌های امپراتوری روم. باشگاه توپ - این باشگاه توسط بومیان آمریکایی استفاده می‌شد. دو نوع وجود دارد؛ چماق‌های توپ سنگی که بیشتر توسط دشت‌های اولیه، فلات و سرخپوستان بومی جنوب غربی استفاده می‌شد و چماق‌های توپ چوبی که قبایل هورون و ایروکوئی استفاده می‌کردند. این شامل یک سر نسبتاً آزاد از سنگ گرد یا چوب بود که به یک دسته چوبی متصل شده بود. بنگ - نوع سلاح نظامی چینی که در قرون وسطی استفاده می‌شد. همچنین در ویترین ووشو مدرن و تمرین هنرهای رزمی استفاده می شود. چوب بیس بال، کریکت و تی بال - چوب بیسبال اغلب به عنوان یک سلاح بداهه استفاده می شود، مانند دسته‌ی کلنگ. در کشورهایی که معمولاً بیسبال بازی نمی شود، چوب های بیسبال اغلب به عنوان سلاح در نظر گرفته می‌شوند. از چوب‌های تی بال نیز در این روش استفاده می‌شود. اندازه کوچک‌تر و وزن سبک‌تر آن‌ها باعث می‌شود که خفاش‌ها در یک دست راحت‌تر از چوب بیسبال نگهداری شوند. چوب‌های کریکت سنگین‌تر هستند و شکل صاف و دسته‌ی کوتاه آن‌ها را به عنوان سلاح غیرقابل تحمل می‌کند، اما در برخی کشورها نسبت به چوب‌های بیسبال در دسترس‌تر هستند. باتوم یا چماق - فرم‌هایی که توسط مجریان قانون استفاده می‌شود. بلک جک یا کوش - یک باشگاه وزن دار که برای مبهوت کردن سوژه طراحی شده است. Bian - یک باشگاه لوله‌ای شکل که توسط پیاده نظام و ژنرال‌های چینی قرون وسطایی استفاده می‌شد. کلاوا (نام کامل کلاوا صرفا اوکوا) - یک باشگاه دستی سنگی سنتی که توسط سرخپوستان ماپوچه در شیلی استفاده می شد و دارای بدنی صاف و بلند است. در زبان اسپانیایی به عنوان کلاوا سفالومورفا شناخته می‌شود. به عنوان نشانه خاصی از تمایز توسط رئیس قبیله، اهمیت آیینی دارد. Cudgel - چوب تنومندی که در قرون وسطی توسط دهقانان حمل می‌شد. این به عنوان یک عصای پیاده روی و یک سلاح برای دفاع شخصی و زمان جنگ عمل می‌کرد. مردان باشگاه در چندین محل علیه افراط سربازان از هر دو طرف در طول جنگ داخلی انگلیس شورش کردند.[نیازمند منبع] در طول قرن هجدهم مبارزه با تک چوب (یک ورزش تمرینی برای استفاده از شمشیر پشتی یک دست) تک استیکینگ یا بازی با دست نامیده می‌شد. Crowbar – ابزاری است که معمولاً به عنوان یک سلاح بداهه استفاده می‌شود، اگرچه برخی از نمونه‌ها آنقدر بزرگ هستند که نمی‌توان آن‌ها را با یک دست استفاده کرد و بنابراین باید به عنوان چوب دستی طبقه‌بندی شوند.